# Tithonia
Tithonia, biljni rod iz porodice glavočika (Compositae) smješten u podtribus Helianthinae, dio tribusa Heliantheae.
Postoji 12 vrsta, jednogodišnje bilje, trajnice, grmovi i jedno stablo (Tithonia koelzii). Rod je raširen od jugozapadnog SAD–a preko Meksika do Srednje Amerike.

## Vrste
1. Tithonia brachypappa B.L.Rob.
2. Tithonia calva Sch.Bip.
3. Tithonia diversifolia (Hemsl.) A.Gray
4. Tithonia fruticosa Canby & Rose
5. Tithonia hondurensis La Duke
6. Tithonia koelzii McVaugh
7. Tithonia longiradiata (Bertol.) S.F.Blake
8. Tithonia paneroi (B.L.Turner) E.E.Schill. & Panero
9. Tithonia pedunculata Cronquist
10. Tithonia rotundifolia (Mill.) S.F.Blake
11. Tithonia thurberi A.Gray
12. Tithonia tubaeformis (Jacq.) Cass.

## Sinonimi
- Mirasolia Sch.Bip. ex Benth. & Hook.f.; Gen. Pl. 2: 367 (1873)
- Urbanisol Kuntze; Revis. Gen. Pl. 1: 370 (1891), nom. superfl.